# Яблочков Павло Миколайович
Павло Миколайович Яблочков 14 вересня (26 вересня) 1847, Сердобська повість Саратовської губернії — 19 (31) березня 1894, Саратов) — російський електротехнік, військовий інженер, винахідник і підприємець. Відомий розробкою дугової лампи (що увійшла в історію під назвою «свічка Яблочкова») та іншими винаходами в області електротехніки.

## Біографія

### Дитячі та юнацькі роки
Павло народився 14 (26) вересня 1847 року в Сердобському повіті, в родині збіднілого дворянина, що походив із старовинного російського роду. Сім'я Яблочкова була культурною й освіченою. Батько майбутнього винахідника, Микола Павлович, в молодості вчився в Морському кадетському корпусі, але через хворобу зі служби був звільнений з нагородженням цивільним чином XIV класу (губернського секретаря). Мати Павла, Єлизавета Петрівна, вела господарство численної родини. Вона відрізнялася владним характером і, за відгуками сучасників, тримала всю сім'ю «в руках».
З дитинства Павло любив конструювати. Він придумав кутомірний прилад для землемірних робіт, яким селяни Петропавлівки, Байки, Согласова та інших навколишніх сіл користувалися при переділах земельних меж; пристрій для відліку шляху, пройденого возом — прообраз сучасних одометрів.
Влітку 1858, за наполяганням дружини, М. П. Яблочков відвіз сина в Саратовську 1-у чоловічу гімназію, де після успішних іспитів Павла зарахували відразу в другий клас. Проте в кінці листопада 1862 Микола Павлович відкликав сина з 5-го класу гімназії і відвіз додому, в Петропавловку. Не останню роль в цьому зіграло важке матеріальне становище сім'ї. Було вирішено визначити Павла в Миколаївське військово-інженерне училище (нині Військовий інженерно-технічний університет) у Санкт-Петербурзі. Але для вступу туди у Павла не вистачало необхідних знань. Тому кілька місяців він навчався у приватному пансіоні, який тримав військовий інженер Ц. А. Кюї. Цезар Антонович зробив великий вплив на Яблочкова, порушив у майбутнього винахідника інтерес до науки. Їхнє знайомство тривало до самої смерті вченого.
30 вересня 1863, блискуче здавши важкий вступний іспит, Павло Миколайович був зарахований до Миколаївського училища (нині Військовий інженерно-технічний університет), в молодший кондукторський клас. Суворий розпорядок дня і дотримання військової дисципліни принесли певну користь: Павло зміцнів фізично, отримав військове загартування. У серпні 1866 Яблочков закінчив училище по першому розряду, отримавши чин інженер — підпоручика. Його призначили молодшим офіцером у 5-й саперний батальйон, розквартирований в Київській фортеці. Батьки мріяли бачити його офіцером, самого ж Павла Миколайовича військова кар'єра не приваблювала, і навіть обтяжувала. Прослуживши в батальйоні трохи більше року, він, пославшись на хворобу, на превеликий жаль батьків, звільнився з військової служби, отримавши при цьому чин поручика.
У січні 1869 Яблочков повертається на військову службу. Його відряджають до Технічного гальванічного закладу у Кронштадті, в той час це була єдина в Росії школа, яка готувала військових фахівців у галузі електротехніки. Там Яблочков познайомився з новітніми досягненнями в галузі вивчення та технічного застосування електричного струму, особливо в мінній справі, ґрунтовно підвищив свою теоретичну і практичну електротехнічну підготовку. Через вісім місяців, після закінчення Гальванічного закладу, Павло Миколайович був призначений начальником гальванічної команди в той же 5-й саперний батальйон. Однак тільки-но закінчився трирічний термін служби, він 1 вересня 1872 звільнився в запас, розлучившись з армією назавжди. Незадовго перед від'їздом з Києва Павло Яблочков одружився.

### Початок винахідницької діяльності, Москва
Звільнившись у запас, П. М. Яблочков влаштувався на Московсько-Курську залізницю начальником служби телеграфу. Вже на початку своєї служби на залізниці П. Н. Яблочков зробив свій перший винахід: створив "чорнопишучий телеграфний апарат ". На жаль, подробиці цього винаходу до нас не дійшли.
Яблочков був членом гуртка електриків-винахідників і любителів електротехніки при Московському політехнічному музеї. Тут він дізнався про досліди О. М. Лодигіна з висвітлення вулиць і приміщень електричними лампами, після чого вирішив зайнятися удосконаленням існуючих тоді дугових ламп. Свою винахідницьку діяльність він почав з спроби удосконалити найбільш поширений в той час регулятор Фуко. Регулятор був дуже складний, діяв за допомогою трьох пружин і вимагав до себе безперервної уваги.
Навесні 1874 Павлу Миколайовичу представилася можливість практично застосувати електричну дугу для освітлення. З Москви в Крим повинен був слідувати урядовий потяг. Адміністрація Московсько-Курської дороги з метою безпеки руху задумала висвітлити цьому поїзду залізничний шлях вночі і звернулася до Яблочкова як інженеру, який цікавиться електричним освітленням. Він охоче дав згоду. Вперше в історії залізничного транспорту на паровозі встановили прожектор з дуговою лампою — регулятором Фуко. Яблочков, стоячи на передній площадці паровоза, міняв вугілля, підкручував регулятор, а коли міняли паровоз, Павло Миколайович перетягував свій прожектор і проводи з одного локомотива на інший і зміцнював їх. Це тривало весь шлях, і хоча дослід вдався, він ще раз переконав Яблочкова, що широкого застосування такий спосіб електричного освітлення отримати ніяк не може і потрібно спрощувати регулятор.
Пішовши в 1874 зі служби на телеграфі, Яблочков відкрив у Москві майстерню фізичних приладів. Спільно з досвідченим електротехніком Н. Г. Глуховим Яблочков займався в майстерні удосконаленням акумуляторів і динамо-машини, проводив досліди з висвітлення великої площі величезним прожектором. У майстерні Яблочкова вдалося створити електромагніт оригінальної конструкції. Він застосував обмотку з мідної стрічки, поставивши її на ребро відносно осердя. Це був його перший винахід, тут же Павло Миколайович вів роботи з удосконалення дугових ламп.
Поряд з дослідами з удосконалення електромагнітів і дугових ламп Яблочков і Глухів велике значення надавали електролізу розчинів кухонної солі. Сам по собі незначний факт відіграв велику роль у подальшій винахідницькій долі Яблочкова. В 1875 під час одного з численних дослідів з електролізу, паралельно розташовані вугільні електроди, занурені в електролітичну ванну, випадково, торкнулися один одного. Негайно між ними спалахнула електрична дуга, на коротку мить освітила яскравим світлом стіни лабораторії. Саме в ці хвилини у Павла Миколайовича виникла ідея більш досконалої будови дугової лампи (без регулятора міжелектродної відстані) — майбутньої «свічки Яблочкова».

### Світове визнання. «Свічка Яблочкова»
В Парижі Яблочков зацікавився майстернями фізичних приладів академіка Л. Бреге, з апаратами якого Павло Миколайович був знайомий ще по роботі в бутність начальником телеграфу в Москві. Бреге прийняв російського інженера досить люб'язно і запропонував йому місце в його фірмі.
Париж став тим містом, де Яблочков швидко досяг великого успіху. Його не покидала думка про створення дугової лампи без регулятора. У Москві зробити це йому не вдалося, але останні досліди показали, що шлях цей цілком реальний. На початок весни 1876 Яблочков завершив розробку конструкції електричної свічки і 23 березня отримав на неї французький патент за № 112024, що містить короткий опис свічки в її первинних формах і зображення цих форм. Цей день став історичною датою, поворотним пунктом в історії розвитку електро- і світлотехніки, зоряним часом Яблочкова.
Свічка Яблочкова виявилася простіша, зручніша і дешевша в експлуатації, ніж вугільна лампа А. Н. Лодигіна, не мала ні механізмів, ні пружин. Вона являла собою два стрижня, розділених ізоляційною прокладкою з каоліну. Кожен зі стрижнів затискався в окремій клемі підсвічника. На верхніх кінцях запалювався дуговий розряд, і полум'я дуги яскраво світило, поступово спалюючи вугілля і випаровуючи ізоляційний матеріал. Яблочкову довелося дуже багато попрацювати над вибором відповідної ізолюючої речовини і над методами отримання відповідного вугілля. Пізніше він намагався змінювати забарвлення електричного світла, додаючи в перегородку між вугіллям різні металеві солі.
15 квітня 1876 року в Лондоні відкрилася виставка фізичних приладів. Свою продукцію на ній показувала і французька фірма Бреге. Своїм представником на виставку Бреге направив Яблочкова, який брав участь на виставці і самостійно, експонував на ній свою свічку. В один з весняних днів винахідник провів публічну демонстрацію свого дітища. На невисоких металевих постаментах Яблочков поставив чотири своїх свічки, обгорнутих в азбест і встановлених на великій відстані один від одного. До світильників підвів по дротах струм від динамо-машини, яка перебувала в сусідньому приміщенні. Поворотом рукоятки струм був включений в мережу, і відразу велике приміщення залило дуже яскраве, ледь голубувате електричне світло. Численна публіка прийшла в захват. Так Лондон став місцем першого публічного показу нового джерела світла.
Успіх свічки Яблочкова перевершив всі очікування. Світова преса, особливо французька, англійська, німецька, рясніла заголовками: «Ви повинні бачити свічку Яблочкова»; «Винахід російського відставного військового інженера Яблочкова — нова ера в техніці»; «Світло приходить до нас із Півночі — з Росії», "Північний світло, російський світ, — диво нашого часу «;» Росія — батьківщина електрики "і т. д.
Компанії з комерційної експлуатації «свічки Яблочкова» були засновані в багатьох країнах світу. Сам Павло Миколайович, поступившись правом на використання своїх винаходів власникам французької «Генеральної компанії електрики з патентами Яблочкова», як керівник її технічного відділу, продовжував трудитися над подальшим удосконаленням системи освітлення, задовольняючись більш ніж скромною часткою від величезних прибутків компанії.
Свічки Яблочкова з'явилися у продажу і почали розходитися у величезній кількості, так, наприклад, підприємство Бреге щодня випускало понад 8 тисяч свічок. Кожна свічка коштувала близько 20 копійок і горіла 1 годину; після закінчення цього часу доводилося вставляти в ліхтар нову свічку. Згодом були придумані ліхтарі з автоматичною заміною свічок.
У лютому 1877 електричним світлом були висвітлені фешенебельні магазини Лувра. Потім свічки Яблочкова спалахнули і на площі перед будівлею оперного театру. Нарешті, в травні 1877 року вони вперше висвітлили одну з найкрасивіших магістралей столиці — Avenue de l'Opera. Мешканці французької столиці, які звикли до тьмяного газового освітлення вулиць і площ, на початку сутінок натовпами стікалися помилуватися гірляндами білих матових куль, встановлених на високих металевих стовпах. І коли всі ліхтарі разом спалахували яскравим і приємним світлом, публіка приходила в захоплення. Не менше захоплення викликало освітлення величезного паризького критого іподрому. Його бігова доріжка висвітлювалася 20 дуговими лампами з відбивачами, а місця для глядачів — 120 електричними свічками Яблочкова, розташованими у два ряди.
Прикладу Парижа послідував Лондон. 17 червня 1877 свічки Яблочкова висвітлили Вест-Індські доки в Лондоні, дещо пізніше — частину набережної Темзи, міст Ватерлоо, готель «Метрополь», Гатфільдскій замок, Вестгейтскіе морські пляжі. Успіх освітлення за системою Яблочкова викликав серед акціонерів могутніх англійських газових компаній паніку. Вони пустили в хід всі засоби, аж до явних обманів, наклепів і підкупів, щоб дискредитувати новий спосіб освітлення. На їхню вимогу англійський парламент заснував у 1879 навіть спеціальну комісію з метою розгляду питання про допустимість широкого використання електричного освітлення в Британської імперії. Після тривалих дебатів і вислуховування свідків думки членів комісії розділилися. Були серед них і прихильники електричного освітлення, знайшлося й чимало затятих супротивників його.
Майже одночасно з Англією свічки Яблочкова спалахнули в приміщенні торгової контори Юлія Міхаеліса в Берліні. Нове електричне освітлення з винятковою швидкістю завойовує Бельгію і Іспанію, Португалію та Швецію. В Італії їм освітили руїни Колізею, Національну вулицю і площу Колона в Римі, в Відні — Фольскгартен, в Греції — фалернську бухту, а також площі і вулиці, морські порти і магазини, театри і палаци в інших країнах.
Сяйво «російського світу» переступило кордону Європи. Він спалахнув у Сан-Франциско, а 26 грудня 1878 свічки Яблочкова висвітлили магазини Вінемара у Філадельфії; вулиці та площі Ріо-де-Жанейро і міст Мексики. З'явилися вони в Делі, Калькутті, Мадрасі та ряді інших міст Індії та Бірми. Навіть перський шах і король Камбоджі висвітлили «російським світлом» свої палаци.
У Росії перша проба електричного освітлення за системою Яблочкова була проведена 11 жовтня 1878 року. Цього дня були висвітлені казарми Кронштадтського навчального екіпажу і площа біля будинку, займаного командиром Кронштадтського морського порту. Через два тижні, 4 грудня 1878 року, свічки Яблочкова, 8 куль, вперше висвітлили Великий театр в Петербурзі.

### Інші винаходи
У роки перебування у Франції Павло Миколайович працював не тільки над винаходом і удосконаленням електричної свічки, а й над вирішенням інших практичних завдань. Тільки за перші півтора року — з березня 1876 по жовтень 1877 — він здійснив низку винаходів і відкриттів. Яблочков сконструював перший генератор змінного струму, який, на відміну від постійного струму, забезпечував рівномірне вигорання вугільних стрижнів за відсутності регулятора, першим застосував змінний струм для промислових цілей, створив трансформатор змінного струму (30 листопада 1876 року, дата отримання патенту вважається датою народження першого трансформатора), електромагніт з плоскою обмоткою і вперше використав конденсатори в колі змінного струму. Відкриття і винаходи дозволили Яблочкова першому в світі створити систему «дроблення» електричного світла (живлення великої кількості свічок від одного генератора струму), засновану на застосуванні змінного струму, трансформаторів і конденсаторів.
21 квітня 1876 П. Н. Яблочкова обрали в дійсні члени французького фізичного Товариства.
В 1877 російський морський офіцер А. Н. Хотинський брав в Америці крейсери, що будуються на замовлення Росії. Він відвідав лабораторію Едісона і передав йому лампу розжарювання А. Н. Лодигіна і «свічку Яблочкова» зі схемою дроблення світла. Едісон вніс деякі вдосконалення і в листопаді 1879 отримав на них патент як на свої винаходи. Яблочков виступив у пресі проти американців, заявивши, що Томас Едісон вкрав у росіян не тільки їх думки і ідеї, а й їхні винаходи. Професор В. Н. Чіколе писав тоді, що спосіб Едісона не новий і поновлення його незначні.
В 1878 Яблочков вирішив повернутися до Росії, щоб зайнятися проблемою поширення електричного освітлення. На батьківщині він був захоплено зустрінутий як винахідник-новатор. Незабаром після приїзду винахідника до Петербурга була заснована акціонерна компанія «Товариство електричного освітлення і виготовлення електричних машин і апаратів Яблочков-винахідник і Ко», в числі акціонерів якої були промисловці, фінансисти, військові — шанувальники електричного освітлення свічками Яблочкова. Сприяння винахіднику надавали генерал-адмірал Костянтин Миколайович, композитор М. Г. Рубінштейн та інші відомі особи. Компанія відкрила свій електротехнічний завод на Обвідному каналі.
Навесні 1879 товариство «Яблочков-винахідник і Ко» спорудило ряд установок електричного освітлення. Більшість робіт по установці електричних свічок, розробці технічних планів і проектів проводилося під керівництвом Павла Миколайовича. Свічки Яблочкова, що виготовляються паризьким, а потім петербурзьким заводом суспільства, запалилися в Москві і Підмосков'ї, Оранієнбаумі, Києві, Нижньому Новгороді, Гельсингфорсі (Гельсінкі), Одесі, Харкові, Миколаєві, Брянську, Архангельську, Полтаві, Красноводську, Саратові та інших містах Росії.
З найбільшим інтересом винахід Яблочкова була зустрінута в установах військово-морського флоту. До середини 1880 в Росії було встановлено близько 500 ліхтарів зі свічками Яблочкова. З них більше половини було встановлено на військових судах і на заводах військового та військово-морського відомств. Наприклад, на Кронштадтському пароплавної заводі було встановлено 112 ліхтарів, на царській яхті «Лівадія» — 48 ліхтарів, на інших судах флоту — 60 ліхтарів, при цьому установки для освітлення вулиць, площ, вокзалів і садів мали кожна не більше 10-15 ліхтарів.
Однак електричне освітлення в Росії такого широкого розповсюдження, як за кордоном, не отримало. Причин для цього було багато: російсько-турецька війна, що відволікала багато коштів і уваги, технічна відсталість Росії, інертність, а часом і упередженість міської влади. Не вдалося створити і сильну компанію із залученням великого капіталу, нестача коштів відчувався весь час. Важливу роль зіграла і недосвідченість у фінансово-комерційних справах самого глави підприємства. Павло Миколайович часто відлучався у справах в Париж, а в правлінні, як писав В. Н. Чіколе в «Спогадах старого електрика», «недобросовісні адміністратори нового товариства стали кидати гроші десятками і сотнями тисяч, благо вони давалися легко!» До того ж, до 1879 року Т. Едісон в Америці довів до практичного досконалості лампу розжарювання, яка повністю витіснила дугові лампи.
14 квітня 1879 П. Н. Яблочкова нагородили іменною медаллю імператорського Російського технічного товариства (РТТ).
30 січня 1880 року в Санкт-Петербурзі пройшло перше установче зібрання Електротехнічного (VI) відділу РТО, на якому Яблочков був обраний заступником голови. З ініціативи Яблочкова, В. Н. Чикольова, Д. А. Лачинова і А. Н. Лодигіна в 1880 році був заснований один з найстаріших російських технічних журналів «Електрика».
У тому ж 1880 Яблочков переїхав до Парижа, де почав готуватися до участі в першій Міжнародній електротехнічній виставці. Незабаром для організації виставкового стенда, присвяченого своїм винаходам, Яблочков викликав у Париж деяких співробітників своєї фірми. У їх числі був російський винахідник, творець електричної дугового зварювання Бенардос Микола Миколайович, з яким Яблочков познайомився ще в 1876 . Для підготовки експозиції Яблочкова була використана електротехнічна експериментальна лабораторія при журналі «Електісьен».
Виставка, яка відкрилася 1 серпня 1881, показала, що свічка Яблочкова та його система освітлення почали втрачати своє значення. Хоча винаходи Яблочкова отримали високу оцінку і були визнані постановою Міжнародного журі поза конкурсом, сама виставка стала тріумфом лампи розжарювання, яка могла горіти 800—1000 годин без заміни. Її можна було багато разів запалювати, гасити і знову запалювати. До того ж вона була і економічніше свічки. Все це вплинуло на подальшу роботу Павла Миколайовича і з цього часу він цілком переключився на створення потужного і економічного хімічного джерела струму. У ряді схем хімічних джерел струму Яблочков вперше запропонував для поділу катодного і анодного простору дерев'яні сепаратори. Згодом такі сепаратори знайшли широке застосування в конструкціях свинцевих акумуляторів.
Роботи з хімічними джерелами струму опинилися не тільки маловивченими, а й небезпечними для життя. Проводячи експерименти з хлором, Павло Миколайович спалив собі слизову оболонку легенів і з тих пір став задихатися, у нього, до того ж, почали пухнути ноги.
Яблочков брав участь у роботі першого Міжнародного конгресу електриків, що проходив у 1881 в Парижі. За участь у виставці та конгресі він був нагороджений французьким орденом Почесного легіону.

### Останні роки життя
Вся діяльність П. Н. Яблочкова в Парижі проходила в проміжках між поїздками до Росії. У грудні 1892 вчений остаточно повертається на батьківщину. Він привозить всі свої закордонні патенти № 112024, 115703 і 120684, заплативши за них викуп у мільйон рублів — весь свій статок. Однак Петербург його зустрів холодно, точно його ім'я мало кому було відомо. У Петербурзі П. Н. Яблочков сильно захворів. Відчувалися втома і наслідки від вибуху в 1884 натрової батареї, коли він ледве не загинув і переніс після цього два інсульти. Дочекавшись приїзду з Парижа його другої дружини Марії Миколаївни та сина Платона, Яблочков їде з ними в Саратовську губернію.
З Саратова Яблочкови виїхали в Аткарський повіт, де поблизу села Коліно знаходився невеличкий маєток Двоєнки, який дістався Павлу Миколайовичу у спадок . Пробувши в ньому недовго, Яблочкова попрямували в Сердобський повіт, щоб оселитися в «рідній домівці», а потім поїхати на Кавказ. Однак батьківського будинку в селі Петропавлівці вже не існувало, за кілька років до приїзду сюди вченого, він згорів. Довелося оселитися у старшої сестри Катерини та її чоловіка М. К. Ешлімана (Ешельман), маєток яких знаходилося в селі Іваново-Кулики (нині Ртищевського району).
Павло Миколайович мав намір зайнятися науковими дослідженнями, але дуже скоро зрозумів, що тут, у глухому селі, зайнятися наукою неможливо. Це змусило Яблочкова на початку зими (мабуть, в листопаді 1893) переїхати в Саратов. Оселилися вони в пересічних «Центральних номерах» Очкін, на другому поверсі. Його номер швидко перетворився в робочий кабінет, де вчений, здебільшого вночі, коли його ніхто не відволікав, працював над кресленнями електроосвітлення Саратова. Здоров'я Яблочкова погіршувався з кожним днем: слабло серце, утруднявся подих. Хвороба серця спричинила за собою водянку, ноги опухли і майже не рухалися.
19 (31) березня 1894 року о 6 годині ранку П. Н. Яблочков помер. 21 березня прах Павла Миколайовича перевезли для похорону в рідні місця. 23 березня його поховали на околиці села Чобіток (нині Ртищевского району), в огорожі Михайло-Архангельської церкви в родинному склепі.

## Сім'я
П. Н. Яблочков двічі був одружений. Перша дружина — Нікітіна Любов Іллівна (1849—1887). Друга дружина — Альбова Марія Миколаївна. Діти від першого шлюбу — Наталя (1871—1886), Борис (1872—1903) — інженер-винахідник, захоплювався повітроплаванням, працював над складанням нових сильнодіючих вибухових речовин і боєприпасів; Олександра (1874—1888), Андрій (1873—1921). Син від другого шлюбу: Платон — інженер.

## Масонська діяльність
Проживаючи в Парижі, Яблочков був присвячений в члени масонської ложі «Праця і вірні друзі істини» № 137 (фр. Travail et Vrais Amis Fidles) Перебувала під юрисдикцією Великої Ложі Франції [10]. Високоповажним Майстром цієї ложі Яблочков стає 25 червня 1887. Яблочков заснував у Парижі першу російську емігрантську ложу «Космос» № 288, також під юрисдикцією ВЛФ [11]. Був першим Високоповажним Майстром цієї ложі. У цю ложу входили багато росіян, які жили у Франції. В 1888 в ній отримали посвячення такі відомі згодом російські діячі, як професори М. М. Ковалевський, Є. В. де Роберті і Н. А. Котляревський. П. Н. Яблочков хотів перетворити ложу «Космос» в елітарну, яка об'єднує у своїх рядах найкращих представників російської еміграції в галузі науки, літератури і мистецтва. Однак після смерті Павла Миколайовича, створена ним ложа, на якийсь час припинила свої праці. Вона зуміла відновити свої роботи лише у 1899. [12] [13] [14]

## Пам'ять
- Наприкінці 1930-х років Михайло-Архангельської церкву зруйнували, при цьому постраждав і фамільний склеп Яблочкових. Загубилася було і сама могила винахідника свічки. Проте напередодні 100-річчя вченого президент АН СРСР С. І. Вавилов вирішив уточнити місце поховання Павла Миколайовича. За його ініціативою була створена комісія. Її члени об'їхали понад 20 сіл Ртищевського і Сердобського районів, опитували старожилів, копалися в архівних документах. В архівах Саратовського обласного загсу їм вдалося відшукати метричну книгу парафіяльної церкви села Чобіток. За рішенням АН СРСР на могилі П. Н. Яблочкова був споруджений пам'ятник. Його відкриття відбулося 26 жовтня 1952. Автор монумента невідомий. Пам'ятник являє собою кам'яну статую. На лицьовій стороні — барельєф із зображенням винахідника, а нижче встановлена меморіальна дошка, на якій вибито слова: «Тут спочиває прах Павла Миколайовича Яблочкова — видатного російського винахідника у галузі електротехніки (1847—1894 рр.)..» По бічних сторонах скульптор виліпив зображення свічки Яблочкова, електричної машини екліпс, гальванічних елементів. На пам'ятнику викарбувано слова Павла Миколайовича: «Електричний струм буде подаватися в будинки як газ або вода»;
- На фасаді будинку № 35 на розі вулиць М. Горького і Яблочкова в Саратові, встановлена меморіальна дошка, яка говорить: «У цьому будинку в 1893—1894 рр.. Жив видатний російський електротехнік, винахідник електричної свічки Павло Миколайович Яблочков»;
- На фасаді колишнього будинку Ешлімана в селі Івано-Кулики (Ртищевський район), встановлено меморіальну дошку, яка говорить: «У цьому будинку часто бував російський вчений електротехнік Яблочков Павло Миколайович»;
- В 1947 — у зв'язку з 100-річчям від дня народження П. М. Яблочкова, його ім'я присвоєно Саратовському електромеханічного технікуму в структурі Саратовського державного університету (нині Коледж радіоелектроніки). При вході в коледж восени 1969 р. встановлено погруддя винахідника, створений скульптором К. С. Суміновим;
- В 1992 в Сердобську Яблочкову встановлено пам'ятник;
- Ім'я Яблочкова носять вулиці в Москві (вулиця Яблочкова), Санкт-Петербурзі (вулиця Яблочкова), Саратові, Пензі, Ртищево, Сердобський, Балашове, Пермі, Володимирі та інших містах Росії;
- У 1947 році була заснована премія Яблочкова за найкращу роботу по електротехніці, яка присуджується 1 раз в три роки[13][15];
- В 1951 в СРСР була випущена поштова марка, присвячена П. М. Яблочкову (ЦФА (ІТЦ) # 1633; Міхель # 1581) ;
- В 1987 Міністерством зв'язку СРСР був випущений художній маркований конверт, присвячений 140-річчю від дня народження П. М. Яблочкова;
- В 1997 в Росії був випущений художній маркований конверт з оригінальною маркою, присвячений 150-річчю від дня народження винахідника.

## Адреси в Санкт-Петербурзі
1878—1894 — будинок Гассе — Ливарний проспект, 36, кв. 4.